# Kamionka, Olsztyński
Kamionka [kaˈmjɔnka] (tiếng Đức: Königlich Kamiontken; 1931-1945: Steinau) là một ngôi làng thuộc khu hành chính của Gmina Biskupiec, thuộc huyện Olsztyński, Warmińsko-Mazurskie, ở miền bắc Ba Lan. Nó nằm khoảng 11 kilômét (7 mi)   phía đông Biskupiec và 40 km (25 mi) về phía đông của thủ đô khu vực Olsztyn.
Trước năm 1945, khu vực này là một phần của Đức (Đông Phổ).